# مرتضى بن وناس
مرتضى بن وناس (مواليد 2 يوليو 1994، سوسة، تونس) هو لاعب كرة قدم تونسي يشغل خطة ظهير أيسر. يلعب حاليا لصالح النجم الرياضي الساحلي. شارك مع المنتخب التونسي.

## مسيرة الأندية
تدرب بن وناس في النجم الرياضي الساحلي حيث بدأ في الدرجة الأولى خلال موسم 2013-2014.
في يناير 2015 ، تمت إعارته ستة أشهر إلى الاتحاد الرياضي المنستيري لعب مباراة واحدة فقط في الدوري . في يوليو 2015 انتقل إلى النادي الرياضي البنزرتي. وبهذا الفريق سجل أربعة أهداف في الدوري خلال موسم 2015-2016.
في يناير 2018 ، أسس ناديه التدريبي.
خلال موسم 2019-2020 سجل أربعة أهداف في الدوري مع النجم الرياضي الساحلي.
شارك مع دوري أبطال أفريقيا وكأس الكونفيدرالية الأفريقية وكأس السوبر الأفريقي. 

## المسيرة مع المنتخب
ولعب أول مباراة له مع المنتخب التونسي في 21 سبتمبر 2019 في مباراة ودية ضد منتخب ليبيا لكرة القدم. فازت هذه المباراة 1-0 ضمن التصفيات المؤهلة لبطولة أمم إفريقيا 2020.

## روابط خارجية
- مرتضى بن وناس على موقع اتحاد تركيا (لاعب) (الإنجليزية)
- مرتضى بن وناس على موقع قاعدة بيانات كرة القدم.إي يو (الإنجليزية)
- مرتضى بن وناس على موقع ناشيونال فوتبول تيمز (الإنجليزية)
- مرتضى بن وناس على موقع Soccerway.com (الإنجليزية)
- مرتضى بن وناس على موقع عالم كرة القدم.نت (الإنجليزية)